# Halo of Blood
Halo of Blood es el octavo álbum de estudio de la banda finlandesa de death metal melódico Children of Bodom. Fue lanzado el 6 de junio de 2013 en Europa y el 11 de junio en América del Norte por Nuclear Blast Records. En Japón, el álbum fue lanzado por Marquee Inc. el 29 de mayo de 2013. Este sería el último álbum con Roope Latvala antes de ser despedido en mayo de 2015.

## Producción
El baterista de la banda, Jaska Raatikainen publicó en Facebook que la banda ha acumulado una serie de canciones para un nuevo álbum. Raatikainen describió el nuevo material como oscuro y "también un poco Black".  En una entrevista antes del primer show de la banda en la India, el tecladista Janne Wirman reveló que la banda cuenta actualmente con cuatro canciones escritas, con planes de entrar en el estudio a finales de 2012. Wirman predijo un lanzamiento entre abril y mayo de 2013.  A mediados de noviembre de 2012, se anunció que la banda había comenzado a grabar demos del nuevo material.
En enero de 2013, se reveló que el cantante / guitarrista Alexi Laiho estaba terminando de escribir letras, y que la grabación se iniciará en febrero. El álbum será producido por el productor sueco Peter Tägtgren. Dos títulos de las canciones también fueron revelados.
El 19 de marzo de 2013, el título del álbum fue anunciado como Halo of Blood, y una lista de canciones y la portada fueron revelados. Se espera que en Halo of Blood haya una aparición especial del guitarrista de Annihilator Jeff Waters.

## Lista de canciones
| N.º | Título                                | Duración |  |
| 1.  | «Waste of Skin»                       | 4:16     |  |
| 2.  | «Halo of Blood»                       | 3:12     |  |
| 3.  | «Scream for Silence»                  | 4:09     |  |
| 4.  | «Transference»                        | 3:58     |  |
| 5.  | «Bodom Blue Moon (The Second Coming)» | 4:14     |  |
| 6.  | «Your Days are Numbered»              | 3:40     |  |
| 7.  | «Dead Man’s Hand on You»              | 4:57     |  |
| 8.  | «Damage Beyond Repair»                | 4:20     |  |
| 9.  | «All Twisted»                         | 4:51     |  |
| 10. | «One Bottle and a Knee Deep»          | 4:01     |  |

## Créditos
Children of Bodom
- Alexi Laiho – Vocalista líder, guitarra líder
- Roope Latvala – Guitarra rítmica, coros
- Jaska Raatikainen – Batería, percusión
- Henkka Seppälä – Bajo, coros
- Janne Wirman – Teclado, sintetizador